# Alfred de Waart
Alfred de Waart (Den Haag, 12 oktober 1888 – Voorburg, 6 april 1981) was een Nederlands hoogleraar fysiologie.
Hij werd geboren binnen het gezin van organist/pianist Henricus Aloysius Petrus de Waart en pianiste Henrïette Mathilde Buziau. Hijzelf was getrouwd met zangeres Caroline Hollenbach en later met Marie Jeanne Nanny de Jamaer. Hij was tevens begenadigd pianist en tennisser.
Zijn opleiding kreeg hij aan de H.B.S. Bleyenburg en studeerde vervolgens geneeskunde aan de Leidse Universiteit onder Willem Einthoven. Voordat hij in 1913 het artsenexamen afrondde was hij enige jaren diens assistent. In diezelfde jaren werd hij uitgezonden naar Constantinopel en was hij scheepsarts naar de Oost. In 1914 werd hij docent aan School tot Opleiding van Inlandsche Artsen (Stovia) in Batavia; hij werd er in 1918 directeur, een functie die hij tot 1933 bekleedde. Tegelijkertijd was hij vanaf 1919 betrokken bij het oprichten van de Geneeskundige Hogeschool aldaar en was in 1927 daar werkzaam als hoogleraar fysiologie. Hij was voort betrokken bij tal van instellingen op geneeskundig gebied in Nederlands-Indië, zoals secretaris bij de Centrale Vereniging ter bestrijding van tuberculose en lid van het Utrechts Genootschap van Kunsten en Wetenschappen. In 1946 heeft hij zitting in de Staatscommissie tot Reorganisatie van het Hoger Onderwijs, onderdeel geneeskunde. Hij was toen ook enige tijd docent fysiologie aan de Leidse Universiteit. Op 25 juni 1960 hield de Waart een toespraak ter gelegenheid van de 100-ste verjaardag van Einthovens geboortedatum in het fysiologisch laboratorium van de Leidse Universiteit.
Hij werd onderscheiden met de Orde van de Nederlandse Leeuw en de medaille van het Nederlands Rode Kruis en de Rode Halve Maan (Croissant Rouge) en de Medjidieh-orde. Voorts maakte hij studiereizen naar de Filipijnen, Verenigde Staten en Europa.
Bibliografie (selectie):
- 1923: Beschouwingen naar aanleiding van eene medische studiereis in Oost-Azië
- 1931: Electriphysiologisch onderzoek in het Jaarboeke van de Geneeskundige Hoogeschool te Batavia
- 1926: Ontwikkeling van het geneeskundig onderwijs te Weltevreden 1851-1926
- 1957: Het levenswerk van Willem Einthoven 1860-1927[1]